# 2005年至2006年NBA赛季
2005-06 赛季是NBA第60个赛季。常规赛从2005年11月1日到2006年4月19日，30支球队分为东西两个联盟总共6个赛区进行82场比赛。常规赛结束后紧接着进行季后赛，季后赛从2006年4月22日开始，6月20日结束。迈阿密热队以4:2击败達拉斯獨行俠获得总冠军。

## 值得关注的事
- 新的"着装规定(dress code)"从本赛季开始生效。
- 2006年NBA全明星赛在于2006年2月19日在休斯顿的丰田中心举行。东部明星队以122:120击败西部，克里夫兰骑士队的勒布朗·詹姆斯获得MVP。
- 本赛季是夏洛特山猫队首次在他们的新主场进行比赛。
- 由于受到颶風卡特里娜的破坏，新奥尔良黄蜂队有32场正式比赛的主场搬到俄克拉荷马城的福特中心，还有6场在路易斯安那州立大学的Pete Maravich Assembly Center进行，只有3月份的时候回到新奥尔良的主场打过三场比赛。因此，官方也把球队称为新奥尔良／俄克拉荷马城黄蜂队。
- 本赛季实行2005年6月21日达成的新的劳资协议。
- 本赛季是NBA联盟兼并ABA30周年，当年（1976年）加入NBA的ABA球队共有四支，分别是印第安纳步行者，新泽西网队，丹佛掘金以及圣安东尼奥马刺。
- 2006年1月22日，洛杉矶湖人队后卫科比·布莱恩特在对阵多伦多猛龙队的比赛中拿下81分。这是NBA历史上单场得分第二高的记录，仅次于1962年威尔特·张伯伦创下的单场100分。
- 斯科特·皮蓬（芝加哥公牛），卡尔·马龙（犹他爵士），雷杰·米勒（印第安纳步行者）分别在他们的主场进行球衣退役。
- NBA连续第五个赛季举行Hardwood Classics program，公牛，火箭，快船，灰熊，热火，网队，尼克斯，魔术，太阳，超音速以及奇才都在选定的比赛中穿上复古球衣。
- 在赛季的最后一天，西雅图超音速队的雷·阿伦打破了单赛季投中三分次数最多的记录，总共投进了269球。
- 科比·布莱恩特平均每场拿下35.4分，是自1986-87赛季的迈克尔·乔丹后首位场均得分超过35分的球员。

## 最终排名

### 东部联盟
| 球队            | 胜 | 负 | 胜率 | 落后 |
| 新泽西网队（3） | 49 | 33 | .598 | -    |
| 费城76人        | 38 | 44 | .463 | 11   |
| 波士顿凯尔特人  | 33 | 49 | .402 | 16   |
| 多伦多猛龙      | 27 | 55 | .329 | 22   |
| 纽约尼克斯      | 23 | 59 | .280 | 26   |

| 球队                | 胜 | 负 | 胜率 | 落后 |
| 底特律活塞（1）     | 64 | 18 | .780 | -    |
| 克里夫兰骑士（4）   | 50 | 32 | .610 | 14   |
| 印第安纳步行者（6） | 41 | 41 | .500 | 23   |
| 芝加哥公牛（7）     | 41 | 41 | .500 | 23   |
| 密尔沃基雄鹿（8）   | 40 | 42 | .488 | 24   |

| 球队            | 胜 | 负 | 胜率 | 落后 |
| 迈阿密热火（2） | 52 | 30 | .634 | -    |
| 华盛顿奇才（5） | 42 | 40 | .512 | 10   |
| 奥兰多魔术      | 36 | 46 | .439 | 16   |
| 夏洛特山猫      | 26 | 56 | .317 | 26   |
| 亚特兰大鹰队    | 26 | 56 | .317 | 26   |

### 西部联盟
| 球队           | 胜 | 负 | 胜率 | 落后 |
| 丹佛掘金（3）  | 44 | 38 | .537 | -    |
| 犹他爵士       | 41 | 41 | .500 | 3    |
| 西雅图超音速   | 35 | 47 | .427 | 9    |
| 明尼苏达森林狼 | 33 | 49 | .402 | 11   |
| 波特兰开拓者   | 21 | 61 | .256 | 23   |

| 球队                      | 胜 | 负 | 胜率 | 落后 |
| 圣安东尼奥马刺（1）       | 63 | 19 | .768 | -    |
| 達拉斯獨行俠（4）         | 60 | 22 | .732 | 3    |
| 孟菲斯灰熊（5）           | 49 | 33 | .598 | 14   |
| 新奥尔良/俄克拉荷马城黄蜂 | 38 | 44 | .463 | 25   |
| 休斯顿火箭                | 34 | 48 | .415 | 29   |

| 球队                | 胜 | 负 | 胜率 | 落后 |
| 菲尼克斯太阳（2）   | 54 | 28 | .659 | -    |
| 洛杉矶快船（6）     | 47 | 35 | .573 | 7    |
| 洛杉矶湖人（7）     | 45 | 37 | .549 | 9    |
| 萨克拉门托国王（8） | 44 | 38 | .537 | 10   |
| 金州勇士            | 34 | 48 | .415 | 20   |

|  | 赛区冠军 |

|  | 进入季后赛 |

(1)-(8)  种子排名

## 个人统计数据
| -            | 球员            | 球队           | -     |
| 平均每场得分 | 科比·布莱恩特   | 洛杉矶湖人     | 35.4  |
| 平均每场篮板 | 凯文·加内特     | 明尼苏达森林狼 | 12.7  |
| 平均每场助攻 | 史蒂夫·纳什     | 菲尼克斯太阳   | 10.5  |
| 平均每场抢断 | 杰拉德·华莱士   | 夏洛特山猫     | 2.5   |
| 平均每场盖帽 | 马库斯·坎比     | 丹佛掘金       | 3.3   |
| 投篮命中率   | 沙奎尔·奥尼尔   | 迈阿密热火     | 60.0% |
| 罚篮命中率   | 史蒂夫·纳什     | 菲尼克斯太阳   | 92.1% |
| 三分命中率   | 理查德·汉密尔顿 | 底特律活塞     | 45.8% |

## NBA奖项
- 最有价值球员：史蒂夫·纳什（菲尼克斯太阳）
- 最佳新秀：克里斯·保罗（新奥尔良黄蜂）
- 最佳防守球员：本·华莱士（底特律活塞）
- 最佳第六人：麦克·米勒（孟菲斯灰熊）
- 进步最快球员：伯瑞斯·迪奥（菲尼克斯太阳）
- 最佳教练：艾弗里·约翰逊（達拉斯獨行俠）

NBA最佳第一阵容：
- 前锋-勒布朗·詹姆斯（克里夫兰骑士）
- 前锋-德克·诺维斯基（達拉斯獨行俠）
- 中锋-沙奎尔·奥尼尔（迈阿密热火）
- 后卫-科比·布莱恩特（洛杉矶湖人）
- 后卫-史蒂夫·纳什（菲尼克斯太阳）

NBA最佳第二阵容：
- 前锋-埃尔顿·布兰德（洛杉矶快船）
- 前锋-蒂姆·邓肯（圣安东尼奥马刺）
- 中锋-本·华莱士（底特律活塞）
- 后卫-德怀恩·韦德（迈阿密热火）
- 后卫-昌西·比卢普斯（底特律活塞）

NBA最佳第三阵容：
- 前锋-肖恩·马里昂（菲尼克斯太阳）
- 前锋-卡梅隆·安东尼（丹佛掘金）
- 中锋-姚明（休斯顿火箭）
- 后卫-阿伦·艾佛森（费城76人）
- 后卫-吉尔伯特·阿瑞纳斯（华盛顿奇才）

NBA最佳防守第一阵容：
- 布鲁斯·鲍文（圣安东尼奥马刺）
- 本·华莱士（底特律活塞）
- 安德烈·基里连科（犹他爵士）
- 罗恩·阿泰斯特（萨克拉门托国王／印第安那步行者）
- 科比·布莱恩特（洛杉矶湖人）
- 贾森·基德（新泽西网队）

NBA最佳防守第二阵容：
- 蒂姆·邓肯（圣安东尼奥马刺）
- 昌西·比卢普斯（底特律活塞）
- 凯文·加内特（明尼苏达森林狼）
- 马库斯·坎比（丹佛掘金）
- 泰夏安·普林斯（底特律活塞）

NBA最佳新秀阵容：
- 克里斯·保罗（新奥尔良黄蜂）
- 查理·维兰纽瓦（多伦多猛龙）
- 安德鲁·博古特（密尔沃基雄鹿）
- 德隆·威廉姆斯（犹他爵士）
- 钱宁·弗莱（纽约尼克斯）

NBA最佳新秀第二阵容：
- 丹尼·格兰杰（印第安那步行者）
- 雷蒙德·費爾頓（夏洛特山猫）
- 卢瑟·海德（休斯顿火箭）
- 约什·史密斯（亚特兰大鹰）
- 莱恩·戈麦斯（波士顿凯尔特人）